# Blanche Mehaffey
Blanche Mehaffey, née le 28 juillet 1908 à Cincinnati et morte le 31 mars 1968 est une actrice américaine.

## Biographie
Avant de venir à Hollywood, Blanche Mehaffey danse pour les Ziegfeld Follies jusque sur le toit du New Amsterdam Theatre pour une Ziegfeld's Midnight Frolic.
Elle fait son apparition à l'écran en 1923 dans Fully Insured, et continue à tourner dans d'autres productions de Hal Roach aux côtés d'acteurs comme Charley Chase et Glen Tryon (en), ce qui lui vaut d'être une des WAMPAS Baby Stars de 1924.
Elle continue à faire d'autres films muets (participant par exemple à A Woman of the World avec Pola Negri) et entame l'ère du parlant dans des navets, voire des nanars avant d'arrêter le cinéma en 1938.

## Filmographie partielle
- 1923 : Fully Insured de George Jeske
- 1923 : It's a Joy! de George Jeske
- 1924 : At First Sight de J.A. Howe
- 1924 : The Battling Orioles de Fred Guiol et Ted Wilde
- 1924 : The Goofy Age de Fred Guiol et Ted Wilde
- 1924 : The White Sheep de Hal Roach
- 1925 : Whose Baby Are You? de James W. Horne
- 1925 : Les Siens (His People) d'Edward Sloman
- 1925 : La Comtesse Voranine (A Woman of the World) de Malcolm St. Clair
- 1926 : La Terreur du Texas (The Texas Streak) de Lynn Reynolds
- 1926 : Mon oncle d'Amérique (Take It from Me) de William A. Seiter
- 1927 : L'Homme aux cheveux rouges (The Silent Rider) de Lynn Reynolds
- 1929 : Smilin' Guns de Henry MacRae
- 1931 : The Mystery Trooper de Stuart Paton
- 1931 : Dancing Dynamite de Noel M. Smith
- 1932 : Sally of the Subway de George B. Seitz
- 1932 : Alias Mary Smith de E. Mason Hopper
- 1934 : Border Guns de Jack Nelson
- 1935 : The Cowboy and the Bandit d'Albert Herman (sous le nom de Janet Morgan)
- 1935 : The Silent Code de Stuart Paton
- 1936 : Wildcat Saunders (en) de Harry L. Fraser
- 1936 : The Sea Fiend de S. Edwin Graham
- 1938 : Held for Ransom de Clarence Bricker
- 1938 : The Wages of Sin d'Herman E. Webber